# Sant Medir
Sant Medir es una entidad de población española del municipio de Sant Gregori, perteneciente a la provincia de Gerona, en la comunidad autónoma de Cataluña.

## Topomania
El nombre del lugar puede encontrarse referido con las variantes San Medir y Sant Medir.

## Historia
Hacia mediados del siglo XIX, el lugar, perteneciente ya por entonces a San Gregorio, tenía contabilizada una población de 101 habitantes. Aparece descrito en el decimoprimer volumen del Diccionario geográfico-estadístico-histórico de España y sus posesiones de Ultramar de Pascual Madoz de la siguiente manera:

MEDIR (San): l. en la prov., part. jud. y dióc. de Gerona, aud. terr., c g. de Barcelona, ayunt. de San Gregorio. sit. en llano, con buena ventilacion y clima saludable; las enfermedades comunes son fiebres intermitentes. Tiene 30 casas y una igl. parr. (San Emeterio), servida por 1 cura de ingreso; de provision real y ordinaria. El term. confina con Montbó, Montcalt, Sarria y Canet de Adrí. El terreno es de buena calidad; le cruzan varios caminos locales. prod.: trigo legumbres y vino; cria algun ganado, y caza de diferentes especies. pobl.: 18 vec., 101 alm. cap. prod.: 2.634,800. imp.: 65,870.
(Madoz, 1848, pp. 349-350)

En 2022, la entidad singular de población de Sant Medir contaba con una población de 155 habitantes empadronados.

## Patrimonio
En el lugar hay una iglesia bajo la advocación de San Emeterio.